# Relations entre les îles Vierges britanniques et l'Union européenne
 (Février 2020).
Les relations entre les îles Vierges britanniques et l'Union européenne reposent sur le fait que les îles Vierges britanniques sont un pays et territoire d'outre-mer de l'Union européenne (c'est-à-dire, un territoire d'un État membre situé hors de l'Union européenne).
Du fait de son PNB élevé, les îles ne bénéficient pas du Fonds européen de développement.

## Exceptions aux politiques communautaires
| États membres et territoires | Dans l'Union ? | Application du droit de l’Union | Exécutoire devant les tribunaux | Euratom | Citoyenneté de l'Union | Élections du Parlement | Espace Schengen | Espace TVA | Territoire douanier de l’Union | Marché commun européen | Zone euro |
| ---------------------------- | -------------- | ------------------------------- | ------------------------------- | ------- | ---------------------- | ---------------------- | --------------- | ---------- | ------------------------------ | ---------------------- | --------- |
| Îles Vierges britanniques    | Non            | Application minimale (PTOM)     | Non                             | Oui,    | Oui                    | Non                    | Non             | Non        | Non                            | Application partielle  | Non (USD) |

## Sources

## Compléments